# بهاربند

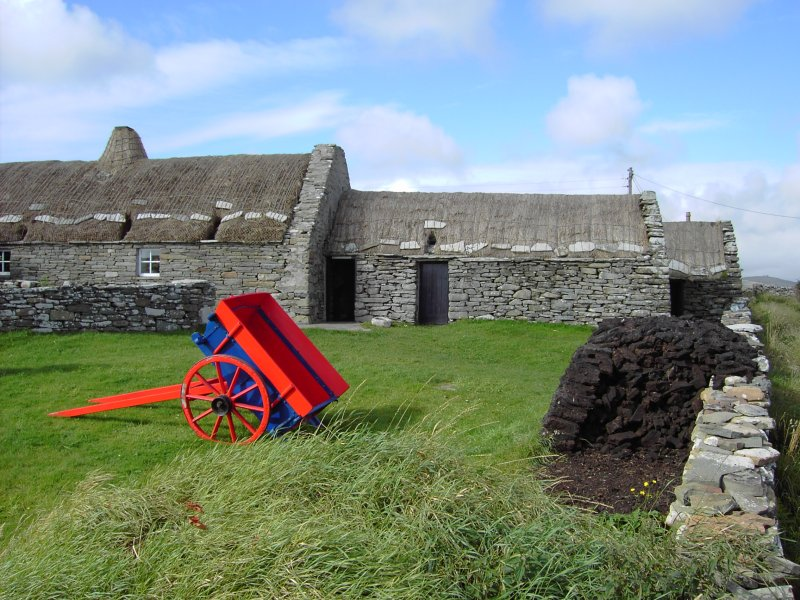
یک بهاربند با حصار کوتاه در شتلند.

محوطۀ حصاربندی‌شده‌ای در کنار اصطبل سرپوشیده که برای گردش روزانۀ دام‌ها در بهار و تابستان احداث می‌شود را بَهاربَند می‌گویند.
در سده ۱۹ میلادی بهاربندها محوطه‌ای به مساحت حدود ۴،۰۰۰ مترمربع (یا یک جزیب) یا بیشتر داشتند که در دوران مدرن این مساحت کاهش یافت.